# Renée Nyberg

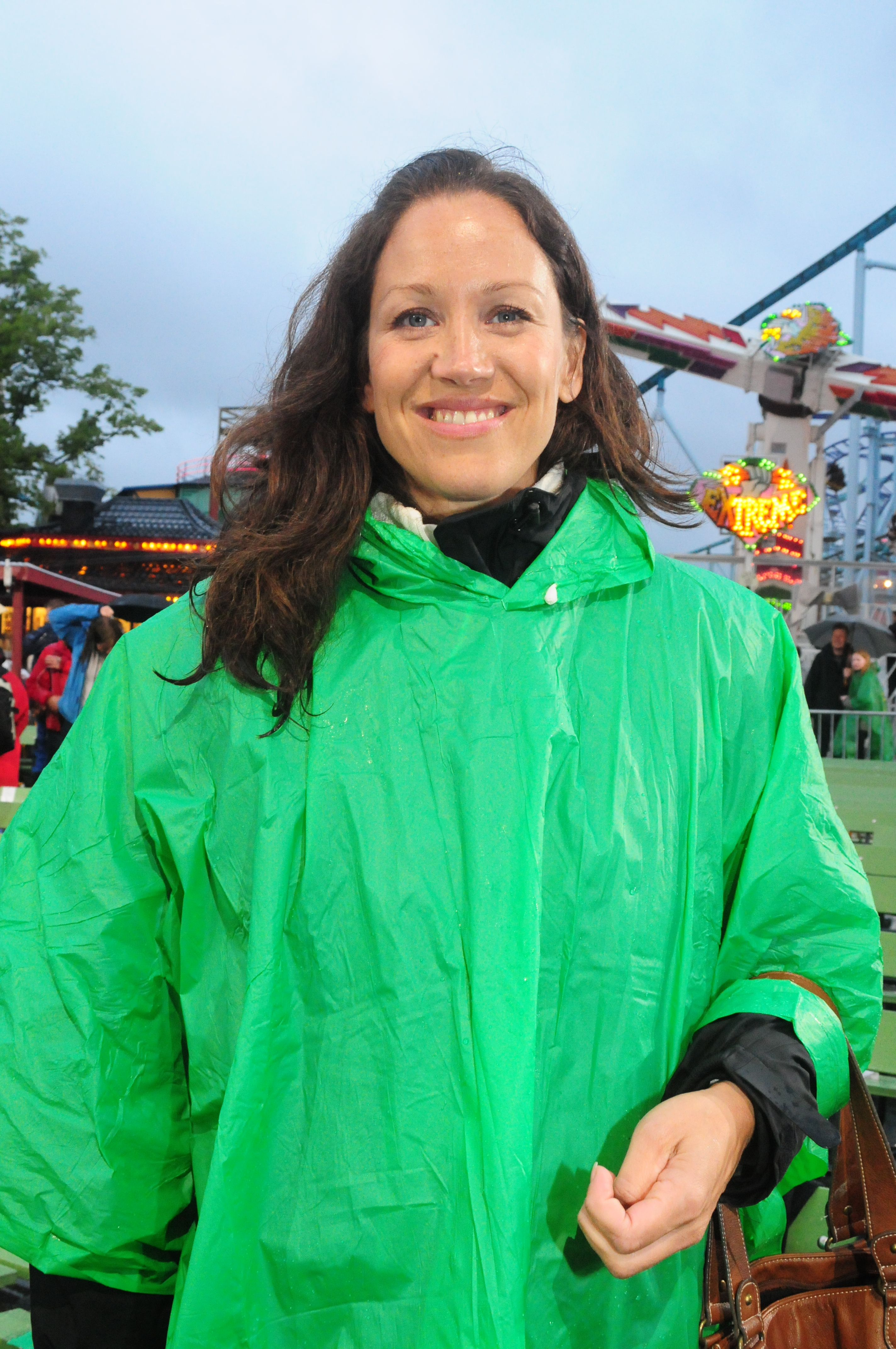
Renée Nyberg besöker Sommarkrysset 2009.

Eva Renée Agneta Nyberg, född 17 maj 1966 i Vantörs församling i Stockholm, är en svensk programledare och journalist. Hon debuterade i TV4 i början av 1990-talet och har därefter mest arbetat med program i TV3. 2014 återvände hon till TV4.

## Biografi

### Karriär
Renée Nyberg började arbeta för TV4 1992, efter att hon drivit en antikaffär på Södermalm i Stockholm. Hennes första uppdrag var som programledare för TV4-nyheterna samt för dejtingprogrammet Tur i kärlek där hon ersatte Adam Alsing och Agneta Sjödin.
Renée Nyberg tävlade i det allra första avsnittet av Fångarna på fortet, som visades 1990.
År 1996 gick Renée Nyberg till TV3, där hon ledde talkshowen Renées brygga.
År 1998 gjorde Renée Nyberg tv-serien Renée mm på Kanal 5.
Nyberg fortsatte som programledare på TV3 för flera program av olika karaktär. 2004–2012 var hon värd för Rosa Bandet-galan i TV3 – första året tillsammans med Hans Wiklund, 2005–2011 tillsammans med Hasse Aro. Nyberg ledde lördagsunderhållningen Singalong samt det egna reportageprogrammet 45 minuter. Till hösten 2007 var hon programledare för talkshowen Nyberg & Törnblom tillsammans med författaren och föreläsaren Mia Törnblom på TV3.
Nybergs intervju med den internationellt efterlyste finansmannen Joachim Posener blev mycket uppmärksammad. Hon vann 2007, 2020, 2022 och 2023 det svenska tv-priset Kristallen som årets bästa kvinnliga programledare.
Under 2010 ledde Nyberg underhållningsprogrammet Blåsningen i TV3.
Våren 2014 var hon en av programledarna i UR:s dokumentärserie om tv-historia, Programmen som förändrade TV.
Hösten 2014 återvände Renée Nyberg till TV4 i samband med det nya underhållningsprogrammet Bytt är bytt. Från och med vintern och våren 2015 leder hon underhållningsprogrammet Renées brygga på TV4, där hon bjuder in kända svenskar till en ö i Stockholms skärgård.

### Familj
På sin fars sida har hon sina rötter på svenskön Ormsö i Estland. Hon är sedan nyårsafton 2009 gift med komikern David Hellenius. Tillsammans har de sonen Leo Hellenius, född 2006. Dessutom har Nyberg två barn sedan tidigare.

## TV-program i urval
- Renée mm, Kanal 5
- 45 minuter, TV3
- Vänner för livet, TV3
- Vilda djur?, TV3
- Slussen 22.00, TV3
- Tur i kärlek, TV4
- Stora famnen, TV4
- Sing along, TV3 (2006–2009)
- Nyberg & Törnblom, TV3 (2007)
- Cirkus Zlatan, TV3, maj 2008
- Byggfällan, TV3, 2010
- Blåsningen, TV3, 2010
- Programmen som förändrade TV, UR, 2014
- 2014–2019 – Bytt är bytt (TV-serie) TV4
- 2015–2024 – Renées brygga (TV-serie) TV4
- 2017 – Klassfesten (TV-serie) TV4
- Vilket liv!, TV4 (2022–)

## Utmärkelser
Nyberg vann priset som Årets kvinnliga programledare i Kristallen 2007, 2020, 2022 och 2023.